# Tag des turkmenischen Pferdes
Der Tag des turkmenischen Pferdes (turkmenisch Türkmen bedewiniň baýramy) zählt zu den wichtigsten Festivitäten in Turkmenistan. Er findet jährlich am letzten Sonntag des Aprils statt und ist der Pferderasse Achal-Tekkiner gewidmet.

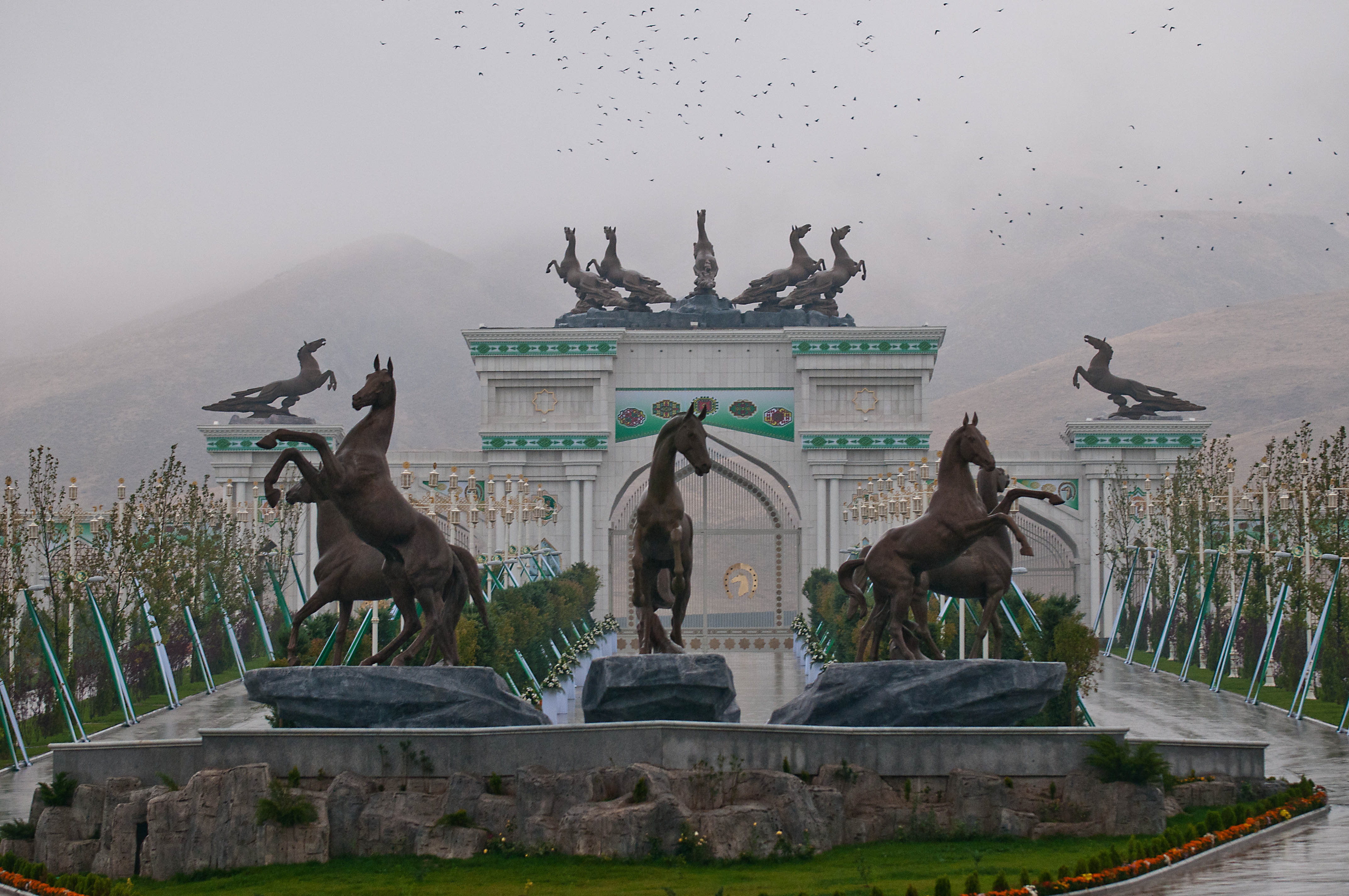
Hippodrom in der turkmenischen Hauptstadt Aşgabat

## Wettbewerbe
Der Höhepunkt der Feierlichkeiten findet im Hippodrom von Aşgabat statt. Das Staatskomitee für Sport und das Nationalzentrum für Pferdesport organisieren dort Pferderennen, in denen die besten Achal-Tekkiner gegeneinander antreten. Im Jahr 2016 wurden sieben Rennen über verschiedene Distanzen ausgetragen, unter anderen ein Marathon über 60 Kilometer. Auch ein Sprungwettbewerb wird im Rahmen der Feierlichkeiten ausgetragen. Die Sieger der Wettbewerbe werden vom amtierenden Präsidenten des Landes, Gurbanguly Berdimuhamedov, geehrt. Das Ende der Feier stellt die Parade der Sieger in neuen Autos, die sie als Preis erhalten, dar.
Auch in anderen Städten Turkmenistans finden Feierlichkeiten und Wettbewerbe anlässlich des Tages des turkmenischen Pferdes statt.

## Konferenzen
Der Tag wird begleitet von Konferenzen und Tagungen verschiedener Verbände. Im Jahr 2016 fand am Vorabend des Festtages die sechste Tagung der Internationalen Vereinigung der Achal-Tekkiner Pferdezucht statt, bei der zwanzig Nationen vertreten waren, statt, sowie am Tag des turkmenischen Pferdes die achte Internationale wissenschaftliche Konferenz „Turkmenisches Pferd und Kunst der Weltpferdezucht“ mit Vertretern aus 25 Ländern.